# Fortaleza (álbum de André Valadão)
Fortaleza é décimo primeiro trabalho musical do cantor brasileiro André Valadão, gravado em maio de 2013 na Praia de Iracema, em Fortaleza, no Ceará com mais de 130.000 pessoas. As músicas do álbum mesclam-se em inéditas, versões internacionais e regravações do álbum Sobrenatural, entre outros. André Valadão fez seu primeiro projeto com a gravadora Som Livre. O cantor escolheu gravar o CD/DVD à luz do dia e em uma praia. O álbum tem participações especiais de Ana Paula Valadão, Mariana Valadão e Thalles Roberto. O álbum foi disponibilizado no iTunes no dia 5 de julho de 2013.
| Críticas profissionais | Críticas profissionais |
| Avaliações da crítica  | Avaliações da crítica  |
| Fonte                  | Avaliação              |
| ---------------------- | ---------------------- |
| O Propagador           | [ 11 ]                 |
| Casa Gospel            | (misto)                |

## Faixas

#### CD
1. O Dom
2. Eu Vou Vencer
3. Sou de Jesus - ft. Thalles Roberto
4. Salmo 23
5. Mergulhar
6. Quero Agradecer
7. Desperta (Awake My Soul)
8. Desperta (Espontâneo)
9. Com Você
10. Com Você (Espontâneo)
11. Libertador
12. O Que Ele Diz Que Eu Sou (All He Says I Am) - ft. Mariana Valadão
13. Lugar de Oração - ft. Ana Paula Valadão
14. Pra Sempre Teu (Forever Yours)

#### DVD
1. Abertura - 'Composição' / O Dom
2. Eu Vou Vencer
3. Repente Jonas Bezerra / Sou de Jesus - ft. Thalles Roberto
4. Salmo 23
5. Mergulhar
6. Depoimento André Valadão - 'Composição' / Quero Agradecer
7. Desperta (Awake My Soul) / Espontâneo Desperta
8. Com Você / Espontâneo Com Você
9. Depoimento André Valadão - 'Vida na Igreja' / Libertador
10. Pela Fé
11. O Que Ele Diz Que Eu Sou (All He Says I Am) - ft. Mariana Valadão
12. Depoimento André Valadão - 'Familia' / Lugar de Oração - ft. Ana Paula Valadão / Espontâneo Lugar de Oração - ft. Ana Paula Valadão
13. Pra Sempre Teu (Forever Yours)
14. Livre Sou
15. Tempo de Milagres

### Ficha técnica
- André Valadão - Voz e Piano
- Fábio Lucas - Bateria
- Renato Laranjo - Guitarra / Led / Violão
- Fabricio Hernane - Trombone
- Moisés Nazaré - Trompete
- Jacques Anderson - Sax
- Pacific Studios - Mixagem
- Silvio Nogueira - Make Up
- Grako Som - Estudio Movel
- Marcus Castro - Fotografia
- Tom Veiga - Direção de Arte
- Alex Passos - Direção Geral
- Imaginar Design - Projeto Grafico
- Chris Simões - Engenheiro de Mixagem
- Som Livre - Gravadora e Distribuidora
- Thalles Roberto - vocal em Sou de Jesus
- Ana Paula Valadão - vocal em Lugar de Oração
- Mariana Valadão - vocal em O Que Ele Diz Que Eu Sou